# Raumfahrtkontrollzentrum Peking

Emblem der Strategischen Kampfunterstützungstruppe

Das Raumfahrtkontrollzentrum Peking (chinesisch 北京航天飛行控制中心 / 北京航天飞行控制中心, Pinyin Běijīng Hángtiān Fēixíng Kòngzhì Zhōngxīn) der Volksbefreiungsarmee in der Raumfahrtstadt (航天城, Pinyin Hángtiān Chéng) ganz im Norden des Stadtbezirks Haidian ist die Dienststelle, von der seit 1999 die bemannten Raumflüge und Tiefraummissionen der Volksrepublik China überwacht und gesteuert werden. Seit dem 1. Januar 2016 untersteht das Raumfahrtkontrollzentrum der Hauptabteilung Raumfahrt der Strategischen Kampfunterstützungstruppe. Kommandeur des Zentrums im Rang einer Division (正师级) ist seit 2016 Großoberst Li Jian (李剑, * 1970), der ursprünglich am Satellitenkontrollzentrum Xi’an tätig war und bei der Gründung des Raumfahrtkontrollzentrums Peking dorthin versetzt wurde.

## Geschichte
Am 21. September 1992 genehmigte der Ständige Ausschuss des Politbüros der Kommunistischen Partei Chinas das bemannte Raumfahrtprogramm, nach dem Datum als „Projekt 921“ (921工程, Pinyin 921 Gōngchéng) bezeichnet. Bislang war das Satellitenkontrollzentrum Xi’an, auch bekannt als „Basis 26“, für die Telemetrie, Bahnverfolgung und Steuerung der chinesischen Raumflugkörper zuständig gewesen. Nun beschloss man, ein zweites Raumfahrtkontrollzentrum zu errichten. Im März 1996 fand auf dem Gebiet des Dorfes Tangjialing (唐家岭村) im Norden der Großgemeinde Xibeiwang (西北旺镇), Stadtbezirk Haidian, der erste Spatenstich statt. Im November 1998 begann der Probebetrieb, und beim Start des unbemannten Raumschiffs Shenzhou 1 am 19. November 1999 hatte die Einrichtung, damals noch bekannt als „Pekinger Kommando- und Kontrollzentrum für Raumflüge“ (北京航天指挥控制中心), ihren ersten Einsatz. In Anbetracht der Tatsache, dass das Zentrum von Null aufgebaut werden musste, war das eine sehr kurze Vorbereitungszeit. Aber obwohl vom Zentralkomitee der Kommunistischen Partei Chinas ein hoher Termindruck erzeugt wurde – der Start des ersten Raumschiffs sollte möglichst noch im Oktober 1999 zum 50. Geburtstag der Volksrepublik China stattfinden – konnte das Zentrum bei der Planung der einzelnen Arbeitsschritte autonom, ohne Einmischung von außen agieren. Das Durchschnittsalter der damals dort diensttuenden Soldatinnen und Soldaten, die häufig direkt von der Hochschule zum Zentrum gekommen waren, betrug 28 Jahre.
Ursprünglich unterstand das Kontrollzentrum dem Hauptzeugamt der Volksbefreiungsarmee. Mit der am 1. Januar 2016 in Kraft getretenen Strukturreform im Rahmen der „Tiefgreifenden Reform der Landesverteidigung und des Militärs“ (深化国防和军队改革, Pinyin Shēnhuà Guófáng hé Jūnduì Gǎigé) wanderte die 2005 in „Raumfahrtkontrollzentrum Peking“ umbenannte Einrichtung dann zur Hauptabteilung Raumfahrt (航天系统部, Pinyin Hángtiān Xìtǒng Bù) der Strategischen Kampfunterstützungstruppe der Volksrepublik China. Im Ausland ist das Raumfahrtkontrollzentrum Peking auch unter seiner englischen Bezeichnung Beijing Aerospace Flight Control Center oder deren Abkürzung BACC bekannt.

## Aufbau

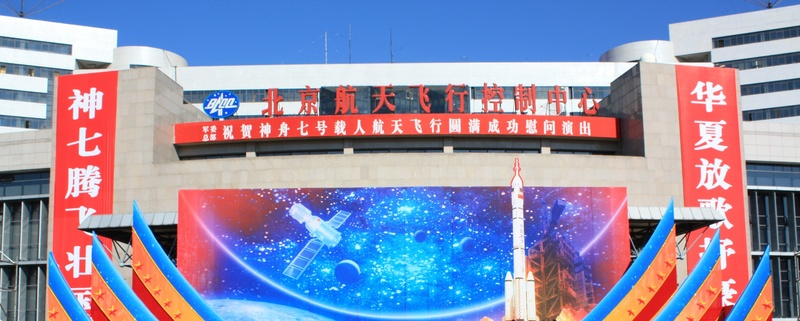
Raumfahrtkontrollzentrum Peking

Das Raumfahrtkontrollzentrum Peking besteht aus einem 15-stöckigen, sich in Ost-West-Richtung erstreckenden Bürogebäude, an dessen Südseite sich ein vierstöckiger Vorbau befindet. In Letzterem befindet sich der die drei oberen Stockwerke einnehmende Kontrollraum, mit einer schalldicht abgetrennten Besuchergalerie im 1. Stock – die Besucher hören über Lautsprecher alles, was im Kontrollraum vor sich geht, die Ingenieure werden jedoch nicht durch Gespräche der Besucher abgelenkt – von der aus die chinesische Staats- und Parteiführung die interessanten Phasen der Raumflüge beobachtet. Im Kontrollraum befinden sich, in fünf Reihen angeordnet, 120 Computerarbeitsplätze für die Ingenieure. Die ersten drei Reihen direkt vor der aus vier jeweils 48 m² messenden Großbildschirmen zusammengesetzten Anzeigetafel dienen der Flugsteuerung (飞行控制区). Die Ingenieure in der vierten Reihe arbeiten bei Problemen während des Flugs Lösungsstrategien aus (飞行决策区). In der hintersten Reihe sitzt der Kommandant mit seinen Assistenten und trifft in letztendlicher Verantwortung die Entscheidungen (首长指挥区).
Mit der Ausdehnung der chinesischen Weltraumaktivitäten stieß das Raumfahrtkontrollzentrum Peking zunehmend an seine Kapazitätsgrenze. Zunächst versuchte man, die Ressourcen des Zentrums effizienter zu nutzen und Personal zu verschiedenen Zeitpunkten bei verschiedenen Missionen einzusetzen. Im Oktober 2019 sowie im Februar, März und Juni 2020 fanden hierzu entsprechende Übungen statt. Durch die von Xi Jinping begründete Raumfahrttraum-Doktrin steht mittlerweile jedoch mehr Geld zur Verfügung. Im Januar 2023 wurde eine großangelegte Rekrutierungsaktion gestartet, insbesondere für die Langzeitbetreuung der Chinesischen Raumstation (长管团队), die Telemetrie und Steuerung von Tiefraumsonden und Rovern (操控团队) sowie die Berechnung von Transferorbits für Ziele jenseits des Mars (轨道团队).
In dem Bürogebäude hinter dem Kontrollraum befindet sich nicht nur die Verwaltung, sondern vor allem das „Nationale Schwerpunktlaboratorium für Wissenschaft und Technik der Fluglagesteuerung von Raumfahrzeugen“ (航天飞行动力学技术国家重点实验室). Hier befassen sich zahlreiche Ingenieure, teilweise in Zusammenarbeit mit Wissenschaftlern vom Astronomischen Observatorium Shanghai oder dem Schwerpunktlaboratorium für Mond- und Tiefraumerkundung der Nationalen Astronomischen Observatorien (中国科学院国家天文台月球与深空探测重点实验室), mit der Vorbereitung der Missionen. Auf dem Lander der Mondsonde Chang’e-3 ist ein Transponder, der vom Chinesischen Deep-Space-Netzwerk auf dem X-Band gesendete Signale an die Erde zurücksendet, wo sie zur Messung von Geschwindigkeit und Abstand des Mondes, also zur präzisen Bestimmung seines Orbits verwendet werden. Diese Methode ist der vom International Laser Ranging Service verwendeten elektrooptischen Entfernungsmessung, die nur das McDonald-Observatorium und das Observatoire de Calern auf den Mond anwenden können, weit überlegen. Die so ermittelten Bahndaten des Mondes wurden dann zur präziseren Navigation bei der Chang’e-4-Mission und vor allem zur Vorbereitung der komplizierten Bahnmanöver bei den Rückkehrmissionen verwendet.
Seit Anfang 2018 befasst sich am Laboratorium eine Gruppe unter der Leitung von Li Haitao (李海涛, *1973) und Dong Guangliang (董光亮, *1966) mit der Entwicklung der Systeme für die Bahnverfolgung und Steuerung der Marssonde Tianwen-1. Die Tiefraumstation Kashgar bekam so im Juli 2020 zu der bestehenden 35-m-Antenne drei gleichartige Parabolantennen hinzu. Die vier Antennen können ein Array bilden, das der Sende- und Empfangsleistung der Tiefraumstation Giyamusi mit ihrer 66-m-Antenne entspricht. Nach Adjustierung und Fehlerbeseitigung in den Computersystemen wurde das Array Mitte November 2020 in Betrieb genommen.

## Funktion

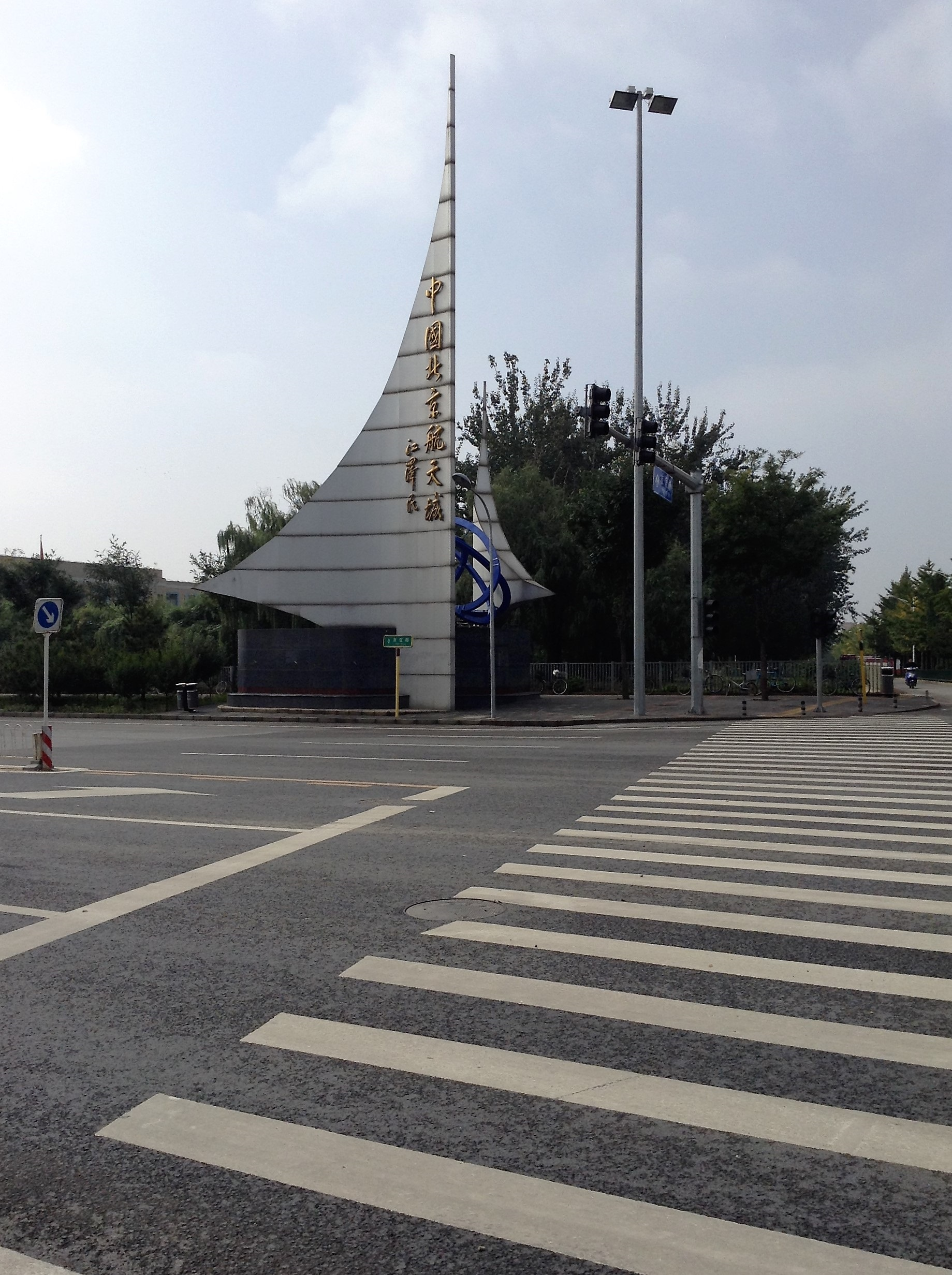
Wegweiser zur Raumfahrtstadt mit einer Kalligrafie von Jiang Zemin

Neben der Wettervorhersage bei Starts und Landungen, der Überwachung der Telemetriesignale und der Betreuung der Astronauten bei bemannten Raumflügen ist eine der wichtigsten Aufgaben des Kontrollzentrums die Berechnung der Flugbahnen der Raumfahrzeuge, des richtigen Zeitpunkts der Bahnmanöver und die Kontrolle des Resultats. Das Raumfahrtkontrollzentrum Peking verfügt über keine eigenen Antennen, sondern erhält die hierfür nötigen Daten vom Satellitenkontrollzentrum Xi’an, während der Tiefraummissionen auch vom Chinesischen VLBI-Netzwerk (中国VLBI网, Pinyin Zhōngguó VLBI Wǎng) der Akademie der Wissenschaften und vom ESTRACK-System der Europäischen Weltraumorganisation.
Das Kontrollzentrum Peking verfügt über einen Hochgeschwindigkeitsrechner, auf dem ein Programm mit mehr als 7000 Modulen und über 1 Million Zeilen Quellcode läuft, das die Verarbeitung der Messdaten und die Berechnung der dann von den Bodenstationen und Bahnverfolgungsschiffen des Satellitenkontrollzentrums Xi’an an die Raumfahrzeuge gefunkten Steuerbefehle gleichzeitig bewältigt. So wurden zum Beispiel 2003 während der 21 h 23 min dauernden Shenzhou-5-Mission 28 mal die Bahnparameter bestimmt und insgesamt 445 vorprogrammierte Steuerbefehle sowie 437 Einzelbefehle an das Raumschiff von Oberst Yang Liwei gesandt.
Das Personal des Kontrollzentrums ist sehr jung – Anfang 2023 betrug das Durchschnittsalter dort 35 Jahre.
Dies beruht auf einer bewussten Strategie, die von Großoberst Sun Baowei (孙保卫, *1953), von 2000 bis 2006 Leiter der Betriebszelle der KPCh am Zentrums, begründet wurde. Jedes Jahr wird ein Teil der jungen Führungskräfte zur Weiterbildung an die Tsinghua-Universität, die Universität für Luft- und Raumfahrt Peking etc. geschickt, wo sie dann durch ihre Erzählungen von der bemannten Raumfahrt die jungen Mitstudenten für eine Karriere bei der Strategischen Kampfunterstützungstruppe begeistern. Da das Raumfahrtkontrollzentrum Peking, obzwar vom Militär betrieben, ausschließlich zivilen Zwecken dient – die militärischen Aufklärungs- und Navigationssatelliten werden vom Satellitenkontrollzentrum Xi’an betreut – ist dort nichts geheim; die dort tätigen Ingenieure erhielten bis zum Jahr 2016 insgesamt 22 Patente auf von ihnen entwickelte Technologien zur hochpräzisen Orbitsteuerung, Rendezvousmanövern etc. und veröffentlichen pausenlos Artikel in Fachzeitschriften wie der „Zeitschrift für Tiefraumerkundung“.